# Martina Hannen

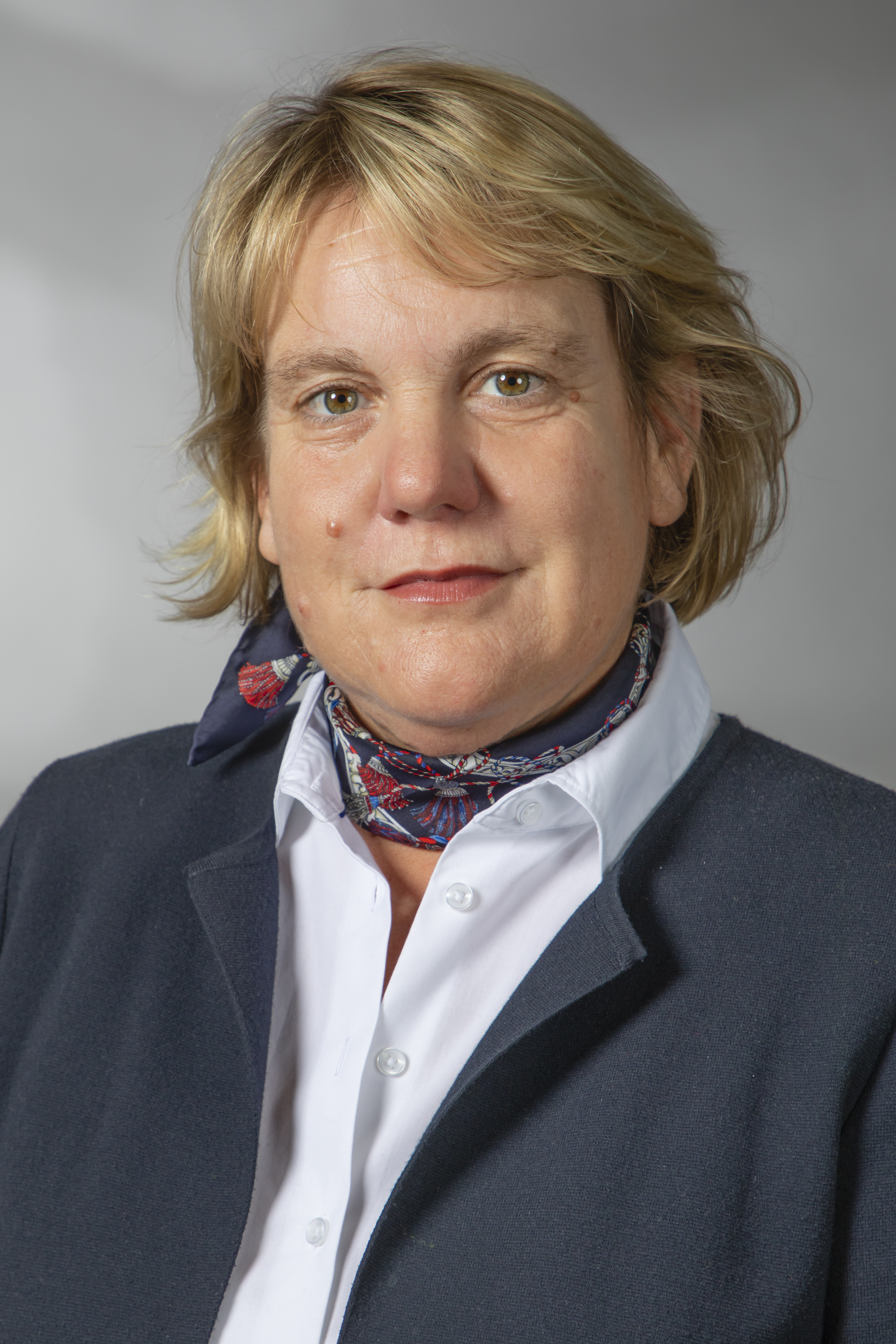
Martina Hannen, 2019

Martina Hannen (* 6. März 1970 in Mönchengladbach) ist eine Politikerin der Freien Demokratischen Partei (FDP). Von 2017 bis 2022 war sie Mitglied des nordrhein-westfälischen Landtags.

## Leben
Hannen wuchs in Viersen und Lage auf und studierte nach ihrem Abitur am Städtischen Humanistischem Gymnasium Viersen Rechtswissenschaften in Münster. Als Honorardozentin für Medienrecht, Arbeitsrecht und Politik ist sie an verschiedenen privaten und öffentlichen Lehreinrichtungen in Ostwestfalen-Lippe tätig. Auch ist sie selbstständige Unternehmerin im Bereich Kommunikation und Marketing mit der Firma KomMa.
Hannen ist verheiratet und hat eine Tochter.
Seit Januar 2023 ist sie die Geschäftsführerin der Kreishandwerkerschaft Wittekindsland.

## Politischer Werdegang
Seit 2001 ist Hannen Mitglied der FDP. Sie kandidierte bei der Landtagswahl 2012 im Landtagswahlkreis Lippe I für den Landtag NRW und erzielte 5,0 % der Erststimmen und 8,7 % der Zweitstimmen. Sie verpasste damit den Einzug in den Landtag.
Bei der Landtagswahl am 14. Mai 2017 zog sie über den Listenplatz 24, der ihr aus Versehen zugeteilt worden war, in den Landtag ein. Die Delegiertenversammlung hatte sie auf Platz 48 gewählt; beim Erstellen der Liste wurden die Listenplätze versehentlich vertauscht. Bei dieser Landtagswahl erhielt sie 9,3 % der Erststimmen und 12,5 % der Zweitstimmen. Den zunächst mehrfach angekündigten und versprochenen Verzicht auf das Mandat wegen der Verwechslung des Listenplatzes zog sie später überraschend zurück. Im Landtag war sie Sprecherin der FDP-Landtagsfraktion für schulische Berufs- und Weiterbildung.
Hannen ist seit 2004 Fraktionsvorsitzende der FDP im Rat der Stadt Lage und stellvertretende Stadtverbandsvorsitzende. Sie ist Mitglied der lippischen FDP-Kreistagsfraktion und Vorsitzende der Liberalen Frauen Ostwestfalen-Lippe. Auch ist sie stellvertretende Landesvorsitzende der Liberalen Frauen in Nordrhein-Westfalen. Hannen setzt sich außerdem als Vorsitzende des Fairtrade-Lenkungsausschusses für die Stadt Lage ein. Im Februar 2019 wurde bekannt, dass Hannen als Bürgermeisterkandidatin der FDP Lage nominiert wurde. Eine Doppelmandatssituation konnte sie sich allerdings nicht vorstellen. Bei der Bürgermeisterwahl der Stadt Lage am 26. Mai 2019 erhielt sie 16,31 % der Wählerstimmen, allerdings reichte dies nicht zu einem Einzug in die Stichwahl. Im Frühjahr 2025 wurde Hannen erneut zur Bürgermeisterkandidatin der Lagenser FDP gewählt.
Zur Landtagswahl 2022 in Nordrhein-Westfalen kandidierte Hannen erneut im Wahlkreis Lippe I und holte 6,54 % der Erststimmen sowie 5,75 % der Zweitstimmen in ihrem Wahlkreis. Das Direktmandat ging an Klaus Hansen von der CDU. Sie stand auf Listenplatz 20 der Freien Demokraten. Der Listenplatz kam allerdings nicht zum Zug, da die FDP nur bis Listenplatz 12 in den Landtag einzog. Sie verpasste damit den Wiedereinzug in den Landtag.
Hannen war Mitglied der 17. Bundesversammlung.

## Sonstiges
Hannen ist seit 1983 Mitglied der Pfadfinderschaft St. Georg Viersen. Sie ist stellvertretende Vorsitzende des Vereins „pro infantibus – Hilfe für Mütter und Kinder in Rumänien“. Im Jahr 2008 waren sie und ihr Mann das Prinzenpaar der „Narrenherrlichkeit Viersen“. Sie ist Mitglied des Fördervereins des Gymnasiums der Stadt Lage und des Freibadvereins Werreanger. Sie ist außerdem Mitglied im Lippischen Heimatbund, im Förderverein der Stadtbücherei Lage und im Rotary Club Bad Salzuflen.